# Шуњи
Шуњи (фр. Chougny) насеље је и општина у источном делу централне Француске у региону Бургоња, у департману Нијевр која припада префектури Шато Шенон (град).
По подацима из 2011. године у општини је живело 87 становника, а густина насељености је износила 5,85 становника/km². Општина се простире на површини од 14,87 km². Налази се на средњој надморској висини од 225 метара (максималној 356 m, а минималној 233 m).

## Демографија
| 1962. | 1968. | 1975. | 1982. | 1990. | 1999. | 2011. |
| ----- | ----- | ----- | ----- | ----- | ----- | ----- |
| 183   | 200   | 157   | 116   | 82    | 78    | 87    |

График промене броја становника у току последњих година